# Luigi Bacciconi
Luigi Bacciconi (Verona, 21 marzo 1898 – Verona, 25 settembre 1979) è stato un politico italiano.